# Тишер, Янине
Янине Тишер (нем. Janine Tischer, 19 мая 1984, Майнинген, Тюрингия) — немецкая бобслеистка, разгоняющая, выступает за сборную Германии с 2002 года. Участница зимних Олимпийских игр 2010 года в Ванкувере, дважды чемпионка Европы.

## Биография
Янине Тишер родилась 19 мая 1984 года в городе Майнинген, земля Тюрингия. С юных лет увлеклась спортом, занималась лёгкой атлетикой, позже решила попробовать себя в бобслее и в 2002 году в качестве разгоняющей присоединилась к национальной сборной Германии. На протяжении практически всей карьеры выступала попеременно с рулевыми Сандрой Кириасис и Катлин Мартини. Одержав несколько побед среди юниоров, попала в основную сборную и в 2005 году взяла золото на чемпионате Европы. В сезоне 2006/07 показала свой лучший результат на Кубке мира, по итогам всех этапов заняв в общем зачёте третью строчку.
На чемпионате мира 2007 года в швейцарском Санкт-Морице взяла серебро в двойках, годом спустя повторила это достижение на соревнованиях в Альтенберге. В 2009 году на мировом первенстве в американском Лейк-Плэсиде пополнила медальную коллекцию бронзовой наградой, приехав среди двухместных женских экипажей третьей. Благодаря череде успешных выступлений удостоилась права защищать честь страны на Олимпийских играх 2010 года в Ванкувере, там, находясь в двойке с рулевой Клаудией Шрамм, заняла седьмое место. В 2012 году добавила в послужной список ещё одно золото с европейского первенства, а на Кубке мира выиграла три этапа и заняла в общем зачёте первое место. Помимо бобслея служит офицером полиции.